# Бахенбюлах
Бахенбюлах (нім. Bachenbülach) — громада  в Швейцарії в кантоні Цюрих, округ Бюлах.

## Географія
Громада розташована на відстані близько 105 км на північний схід від Берна, 15 км на північ від Цюриха.
Бахенбюлах має площу 4,3 км², з яких на 24% дозволяється будівництво (житлове та будівництво доріг), 34% використовуються в сільськогосподарських цілях, 38,9% зайнято лісами, 3% не є продуктивними (річки, льодовики або гори).

## Демографія
2019 року в громаді мешкало 4180 осіб (+7,6% порівняно з 2010 роком), іноземців було 24,8%. Густота населення становила 970 осіб/км².
За віковим діапазоном населення розподілялося таким чином: 21,1% — особи молодші 20 років, 58,4% — особи у віці 20—64 років, 20,5% — особи у віці 65 років та старші. Було 1781 помешкань (у середньому 2,3 особи в помешканні).
Із загальної кількості 1848 працюючих 6 було зайнятих в первинному секторі, 548 — в обробній промисловості, 1294 — в галузі послуг.